# Мереживниці
Мереживниці (Tingidae) — родина дрібних клопів (Heteroptera). Трапляються по всьому світу з понад 2000 видами, з яких 190 видів і підвидів представлені в Європі.

## Опис
Характерною особливістю цих комах є сітчаста будова верхньої частини тіла, що дало цим тваринам українську назву. Довжина тіла сягає від двох до п'яти міліметрів. Деякі тропічні представники досягають максимум восьми міліметрів. Дорослі тварини плоскі і характеризуються сітчастою жилковою структурою передніх крил і кілеподібної переднеспинки. Бічний край переднеспинки розширений і багаторазово складений. На її передньому краї часто присутні капюшоподібні утворення, які можуть бути настільки великими, що покривають голову. На задньому краї переднеспинка переходить в довге розширення, яке покриває щиток. Завдяки добре розвиненим крилам більшість видів здатні літати; є також нелітаючі короткокрилі види. Архітектура та кількість сіток і хребтів, а також структура вусиків є важливими ідентифікаційними характеристиками різних видів цієї родини.

## Спосіб життя
Комахи-фітофаги. Багато з них тісно пов'язані лише з одним чи декількома видами або родинами рослин (моно- до олігофаги). Клопи не дуже активні і залишаються переважно на нижньому боці листя та на квітках рослин-господарів. Там вони часто ховаються між щетинками, колючками або щілиноподібними поглибленнями. Під час небезпеки вони не демонструють помітної поведінки втечі. Літаючі тварини спостерігаються рідко.
Самиця за допомогою яйцеклада закопує яйця глибоко в тканину рослини, зазвичай на нижній стороні листя рослини-господаря, рідше на інших частинах рослини або на верхній стороні листя.